# Miranda Bennett
Miranda Bennett, avstralska veslačica, * 1. september 1979, Bordertown, Južna Avstralija.